# Кёртис (лунный кратер)
Кратер Кёртис (лат. Curtis) — маленький ударный кратер в западной части Моря Кризисов на видимой стороне Луны. Название присвоено в честь американского астронома Гебера Дуста Кёртиса (1872—1942) и утверждено Международным астрономическим союзом в 1973 г.

## Описание кратера

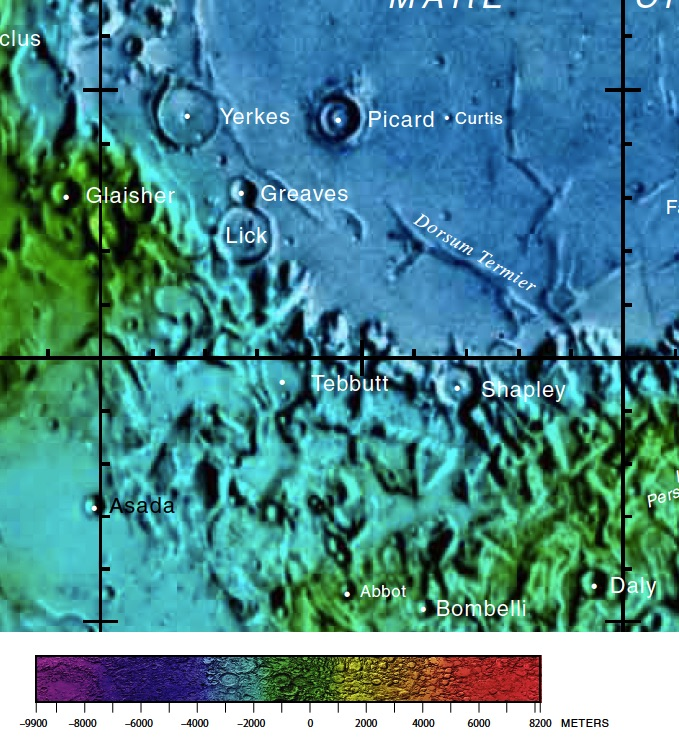
Окрестности кратера Кёртис. Фрагмент карты видимой стороны Луны.

Ближайшими соседями кратера являются кратер Пикар на западе; кратеры Пирс и Свифт на северо-западе; кратер Эккерт на северо-востоке; кратер Фаренгейт на востоке-юго-востоке; кратер Шепли на юге и кратер Лик на юго-западе. На юго-востоке от кратера Кёртис находятся гряды Харкера, на юге гряда Термье. Селенографические координаты центра кратера 14°34′ с. ш. 56°47′ в. д. / 14,57° с. ш. 56,79° в. д., диаметр 2,9 км, глубина 610 м.
Кратер Кёртис является циркулярным чашеобразным кратером с небольшим участком плоского дна. Внутренний склон вала гладкий. Высота вала над окружающей местностью около 70 м, объём кратера составляет приблизительно 0,32 км3.
До получения собственного названия в 1973 г. кратер Кёртис именовался сателлитным кратером Пикар Z.

## Сателлитные кратеры
Отсутствуют.